# Boyeria sinensis
Boyeria sinensis е вид водно конче от семейство Aeshnidae.

## Разпространение
Видът е разпространен в Китай (Съчуан).

## Описание
Популацията на вида е стабилна.